# Raymond L. Bisplinghoff
Raymond L. Bisplinghoff (Hamilton (Ohio), 7 de fevereiro de 1917 — 5 de março de 1985) foi um engenheiro estadunidense.

## Obras
- Aeroelasticity